# Relações entre Argélia e Irã

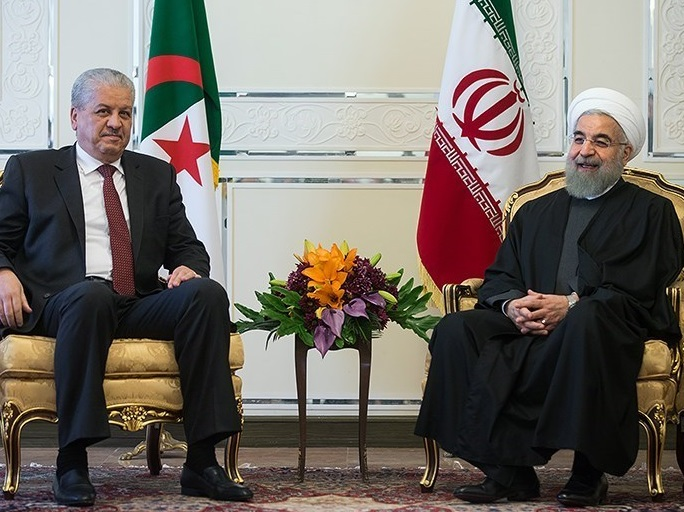
Reunião do Presidente Hassan Rouhani com o primeiro-ministro argelino Abdelmalek Sellal no Palácio de Sadabade.

As relações entre Argélia e Irã são as relações diplomáticas estabelecidas entre a República Democrática e Popular da Argélia e a República Islâmica do Irã. A Argélia mantém uma embaixada em Teerã, enquanto o Irã possui uma embaixada em Argel.

## Histórico
Antes do cancelamento das eleições legislativas na Argélia em dezembro de 1991, as relações entre os dois países eram geralmente amigáveis. Alguns líderes argelinos como Houari Boumedienne apoiavam o aiatolá Khomeini, pois ele se opusera à intromissão ocidental no Oriente Médio. No entanto, mais tarde seriam diplomatas argelinos que ajudariam a libertar os 52 cidadãos dos Estados Unidos do cativeiro no Irã, o que resultou nos Acordos de Argel em janeiro de 1981.
No entanto, após 1992, os governantes da Argélia tiveram que trabalhar para impedir que as forças internas lançassem a sua própria revolução islâmica. O governo argelino tinha suspeitas de que Teerã patrocinava a ala armada da Frente Islâmica de Salvação. Em março de 1993, os dois países romperam relações, mas sete anos depois foram restauradas. Nos anos seguintes, os dois países assinaram vários acordos culturais e econômicos.